# Hanki-Kolonia
Hanki-Kolonia [ˈxanki kɔˈlɔɲa] là một ngôi làng thuộc khu hành chính của Gmina Mirosławiec, thuộc hạt Wałcz, West Pomeranian Voivodeship, ở phía tây bắc Ba Lan.
Trước năm 1945, khu vực này là một phần của Đức. Đối với lịch sử của khu vực, xem Lịch sử của Pomerania.
Làng có dân số 92 người.